# Rogatica
Rogatica (en serbe cyrillique : Рогатица) est une ville et une municipalité de Bosnie-Herzégovine située dans la république serbe de Bosnie, près de Goražde. Selon les premiers résultats du recensement bosnien de 2013, la ville intra muros compte 6 855 habitants et la municipalité 11 603.

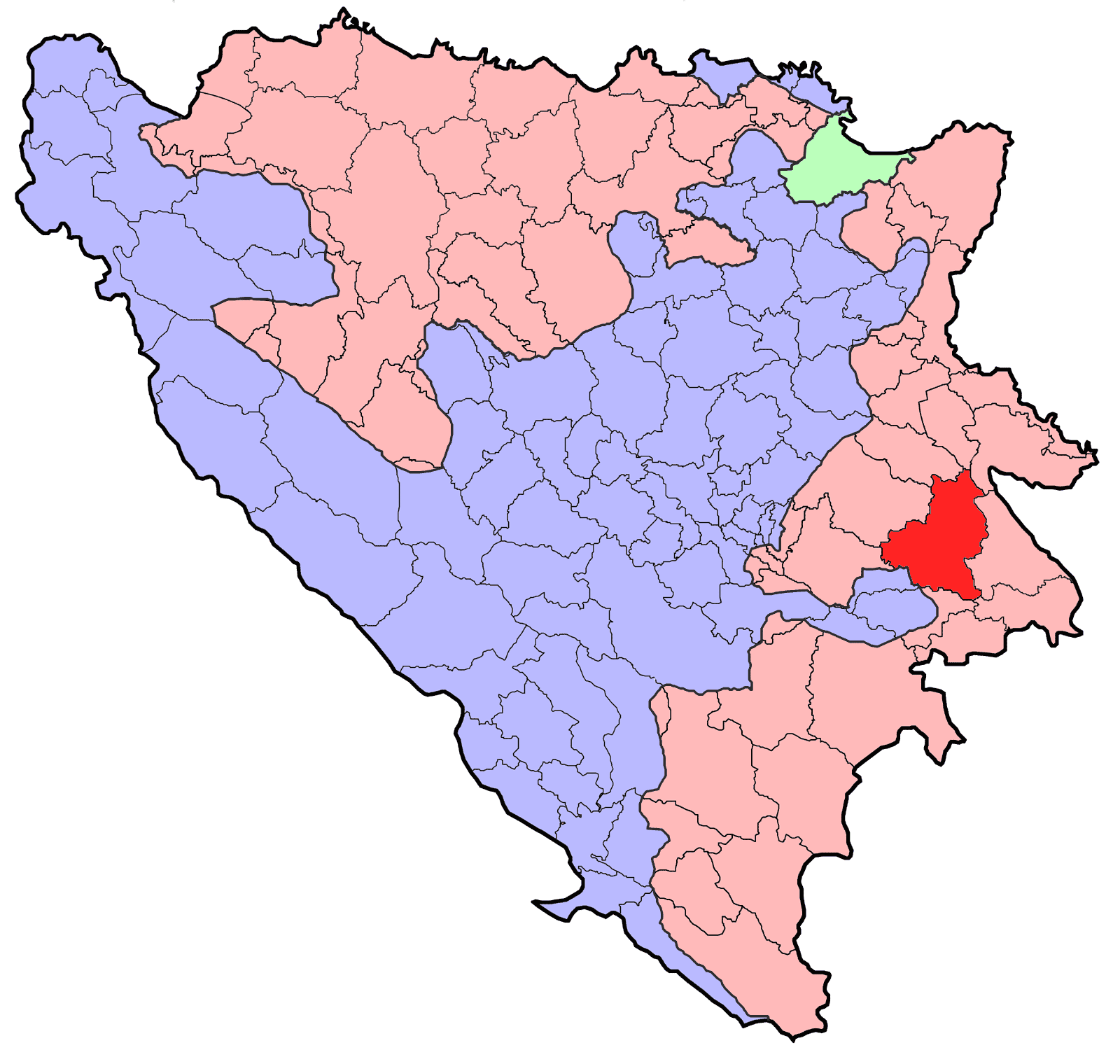
Localisation de la municipalité de Rogatica en Bosnie-Herzégovine

## Géographie
Rogatica se trouve dans une vallée de l'est de la Bosnie-Herzégovine, à environ 60 km de Sarajevo. La municipalité est entourée par celles de Han Pijesak, Milići, Novo Goražde, Pale, Rudo, Sokolac et Višegrad.

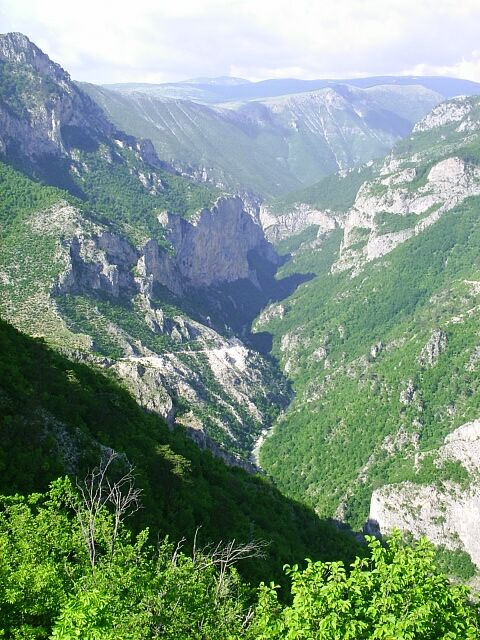
Les gorges de la Rakitnica

## Histoire
La région, occupée depuis l'âge du bronze, est peuplée d'Illyriens, de Romains, d'Avars.
Une nécropole de tombes romaines atteste d'une installation ancienne.
Il existe des nécropoles de pierres tombales stećak (2628).
Mais la première mention de la bourgade dans un document (Monumenta Ragusina) date de 1425.
La zone fournit alors Raguse/Dubrovnik en bétail. 
Sous la domination ottomane, à partir de 1466, elle reçoit le nom de Čelebi Pazar, en hommage à un noble (inconnu) nommé « Mehmed Čelebi, fils d'Isa-beg Čelebi ». Elle semble aussi porter le nom de Bazar Borač.
Husein-beg Arnautović fait construire dans la rue principale de nombreuses grosses maisons, dont le rez-de-chaussée abrite un ou plusieurs commerces : commerçants, artisans, caravansérails. 
Deux ponts de pierres sur la Rakitnica relient le centre-ville, sur la rive droite, à la zone résidentielle de la rive gauche.
Plusieurs mosquées sont construites : Tekijska, Oručagina, Arnaudija, Careva džamija, Sudžaudinova, Čaršijska džamija, Serhadija.
Les quartiers de Sinan vojvodina mahala, Oruč-agina mahala, Husein-begova mahala, Careva mahala et Hangarija s'organisent autour des mosquées.
Une école coranique est ouverte.
Le premier hammam, bain turc, avec eau chaude et eau froide, est établi au XVIe siècle.
Rogatica devient administrativement un Kadiluk (cour juridique), regroupant plusieurs nahija, sous la gestion d'un administrateur (cadi, juge musulman, juge de paix, notaire, etc.), dont trois ont occupé plus tard un poste de vizir : Sinan-paša Borovinčić, Ali-paša Pračić et Mehmed-paša Sokolović.
Divers cconflits et la peste de 1783 perturbent la région.
Sous la domination austro-hongroise de 1878, la population évolue. Au recensement de 1879, la municipalité compte 1 831 habitants, dont 92,46 % de musulmans et 7,16 % d'orthodoxes. S'y installent des familles juives, des commerçants de différentes nations, des officiers et fonctionnaires autrichiens, des Serbes des villages environnants. L'alphabet latin s'impose. Dès 1883, un médecin qualifié gère la santé de la population de la municipalité. L'armée se charge d'ouvrir des routes. L'église orthodoxe serbe de la Trinité est construite en 1883-1886. En 1895, le haras Borike est fondé, pour élever des chevaux de montagne arabes et bosniaques. Des canalisations d'eau et d'eaux usées sont installées. La ville est reliée à la voie ferrée bosniaque orientale. Une scierie s'installe. En 1910, la municipalité compte environ 1 400 familles de paysans. La population musulmane migre vers Sarajevo et/ou la Turquie.
En 1920, dans le Royaume des Serbes, Croates et Slovènes, la réforme agraire distribue beaucoup de terres appartenant à des grands propriétaires bosniaques à des paysans sans terre surtout serbes. En 1919, l'exploitation de mines de charbon se développe. Le réseau scolaire s'étend. L'entreprise Bata ouvre un établissement en 1936.
De 1941 à 1945, la région entrée en résistance subit de très nombreuses destructions.
Pendant la guerre de Bosnie, une grande partie des habitants non serbes, autrefois majoritaires, sont expulsés.

## Localités
La municipalité de Rogatica compte 118 localités :
| - Agarovići - Babljak - Beći - Begzadići - Beheći - Berkovići - Bjelogorci - Blažujevići - Borač - Borika - Borovac - Borovsko - Božine - Brankovići - Brčigovo - Brda - Brezje - Burati - Čadovina - Čavčići | - Čubrići - Dobrače - Dobrašina - Dobromerovići - Dobrouščići - Drobnići - Dub - Dumanjići - Đedovići - Ferizovići - Gazije - Godomilje - Golubovići - Grivci - Gučevo - Guždelji - Jarovići - Jasenice - Kamen - Karačići | - Kopljevići - Kovanj - Kozarde - Kozići - Kramer Selo - Krvojevići - Kujundžijevići - Kukavice - Kusuci - Lađevine - Laze - Lepenica - Lubardići - Ljubomišlje - Mahala - Maravići - Medna Luka - Mesići - Mislovo - Mrgudići | - Nahota - Obrtići - Okruglo - Orahovo - Osovo - Otričevo - Pašić Kula - Pavičina Kula - Pešurići - Pijevčići - Planje - Pljesko - Plješevica - Podgaj - Pokrivenik - Pribošijevići - Pripećak - Prosječeno - Purtići - Radič | - Rađevići - Rakitnica - Ribioc - Rogatica - Rusanovići - Seljani - Sjemeć - Sjeversko - Slap - Sočice - Stara Gora - Starčići - Stari Brod - Stjenice - Stop - Strmac - Sudići - Surovići - Šatorovići - Šena Krena | - Šetići - Šljedovići - Šljivno - Štavanj - Trnovo - Varošište - Vragolovi - Vratar - Vražalice - Vrelo - Vrlazje - Zagajevi - Zagorice - Zakomo - Ziličina - Žepa - Živaljevići - Živaljevina |

## Démographie

### Villeintra muros

#### Évolution historique de la population dans la villeintra muros
| 1948 | 1953 | 1961  | 1971  | 1981  | 1991  | 2013  |
| ---- | ---- | ----- | ----- | ----- | ----- | ----- |
| -    | -    | 4 792 | 6 496 | 6 187 | 8 916 | 6 855 |

|  |

### Municipalité

#### Évolution historique de la population dans la municipalité
| 1971   | 1981   | 1991   | 2013   |
| ------ | ------ | ------ | ------ |
| 25 501 | 23 771 | 21 978 | 11 603 |

#### Répartition de la population par nationalités dans la municipalité (1991)
En 1991, sur un total de 21 978 habitants, la population se répartissait de la manière suivante :

## Politique
À la suite des élections locales de 2012, les 19 sièges de l'assemblée municipale se répartissaient de la manière suivante :
| Parti                                                                                       | Sièges |
| ------------------------------------------------------------------------------------------- | ------ |
| Parti démocratique serbe (SDS)                                                              | 4      |
| Alliance des sociaux-démocrates indépendants (SNSD)                                         | 3      |
| Parti du progrès démocratique (PDP)                                                         | 2      |
| Parti populaire du travail pour l'amélioration (NSRzB)                                      | 2      |
| Alliance démocratique nationale (DNS)                                                       | 2      |
| Parti radical serbe (SRS)                                                                   | 1      |
| Parti socialiste (SP)                                                                       | 1      |
| Parti progressiste serbe de la République serbe de Bosnie et Parti progressiste serbe (SNS) | 1      |
| Parti démocratique nationale (NDS)                                                          | 1      |
| Parti d'action démocratique (SDA)                                                           | 1      |
| Parti des retraités unis de la République serbe de Bosnie (PUP)                             | 1      |

Tomislav Puhalac, membre du Parti démocratique serbe (SDS), a été élu maire de la municipalité,.

## Économie

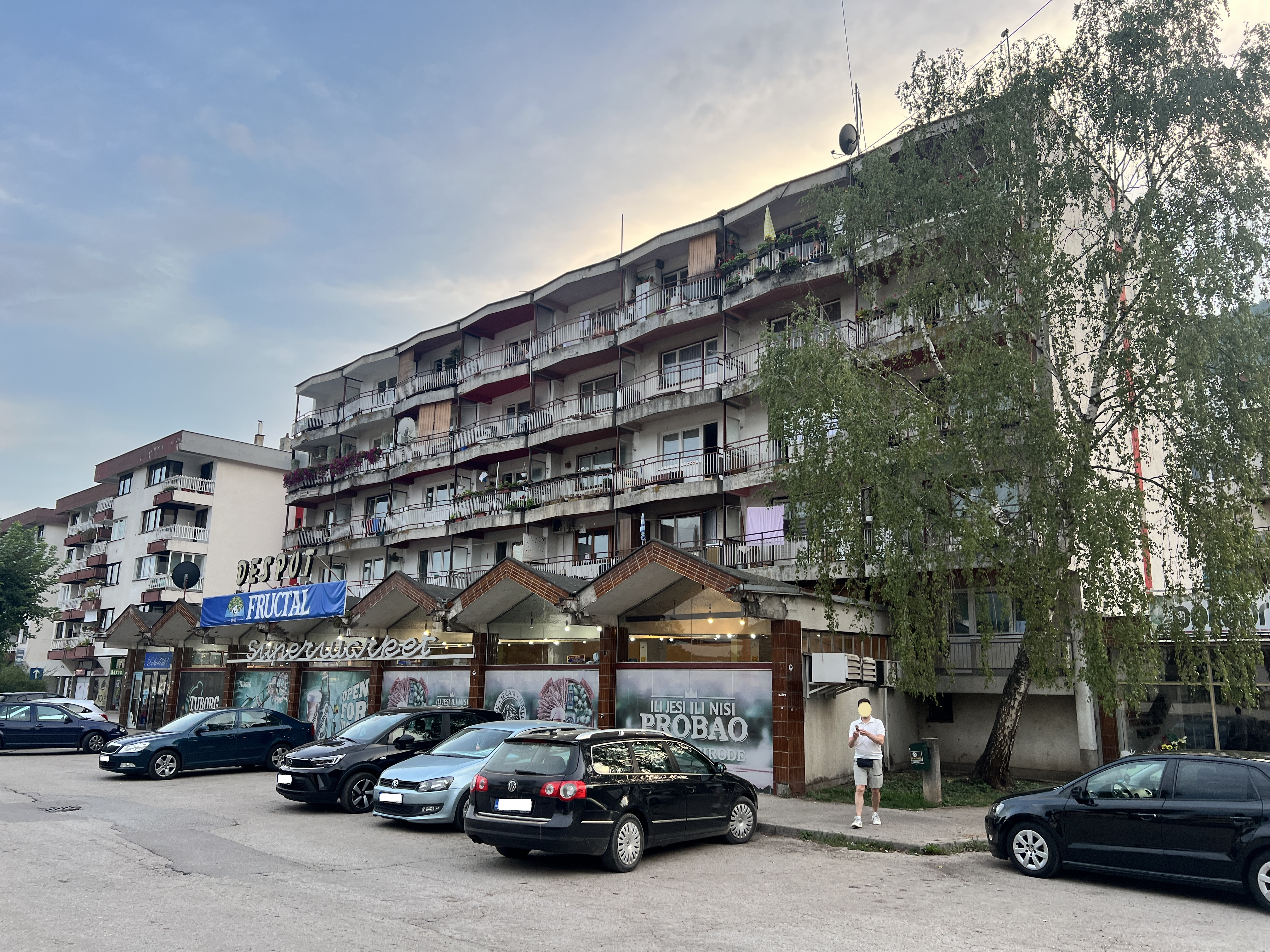
Supermarché Despot et immeuble résidentiel au centre de la ville.

## Personnalités
- Mirko Šarović, homme politique serbe, ancien président de la république serbe de Bosnie
- Mladen Žižović, footballeur
- Vojislav Lubarda, écrivain